# Pedro Macanaz Macanaz
Pedro Macanaz Macanaz (Hellín, província d'Albacete 6 de juliol de 1764 - Hellín, 6 de novembre de 1830) va ser un polític espanyol, ministre durant el regnat de Ferran VII d'Espanya.

## Biografia
De família il·lustre, era net de Melchor Rafael de Macanaz, i el seu pare, Antonio Macanaz Garay, era capità del Regiment de Cavalleria de Montesa. El 1770 va restar totalment orfe, raó per la qual va viure amb alguns parents en 1778 a València i en 1781 a París. Ingressà al cos diplomàtic i el 1785 fou destinat a l'ambaixada espanyola a Sant Petersburg fins 1789, quan fou destinat a la Secretaria d'Estat. Tanmateix el 1794 fou nomenat Intendent d'Hisenda a Conca i Jaén i el 1796 membre del Tribunal de la Comptaduria Major de Comptes. L'abril de 1808 fou nomenat ministre plenipotenciari en el seguici de l'infant Carles Maria Isidre de Borbó cap a Baiona. Després de les abdicacions de Baiona va acompanyar la família reial a Valençay, on va exercir de conseller de Ferran VII.
Quan aquest va tornar a Espanya va formar part de la Junta Suprema Central en qualitat de secretari del Despatx de Gracia i Justícia entre maig i novembre de 1814. Se'l considera responsable de la publicació del Manifest dels Perses i del decret que va abolir la Constitució espanyola de 1812. Tanmateix va perdre el favor del monarca i fou destituït i desterrat al castell de Santo Antón (la Corunya) fins 1816. Va restar postergat durant el trienni liberal i no va obtenir novament cap càrrec públic fins 1826, quan fou nomenat membre del Consell d'Estat. El 1828 es retirà a Hellín a causa de la seva mala salut.